# 響山堂琴譜
《響山堂琴譜》，古琴谱。清代康熙元年徐常遇撰辑，為《澄鑒堂琴譜》的前身。

## 琴谱内容
此谱共计收录十五曲琴曲，包括《流水》、《潇湘水云》、《胡笳》、《欸乃歌》、《离骚》、《秋鴻》等琴曲。無序跋。